# GG Auction Cup
La GG Auction Cup è una competizione goistica a squadre sudcoreana, che vede affrontarsi due squadre di 12 goisti, la squadra «Ladies» e la squadra «Gentlemen» over-45,  in un torneo del tipo vinci-e-continua. Il torneo è organizzato dalla federazione sudcoreana ed è sponsorizzato dalla GG Auction.

## Formato
Alla competizione partecipa la squadra «Ladies», composta da dodici goiste professioniste, e la squadra «Gentlemen», composta da dodici goisti over-45. I primi due membri delle due squadre si affrontano, con lo sconfitto che esce dal torneo e il vincitore che affronta il successivo membro della squadra avversaria; il torneo termina quando tutti i membri di una delle due squadre sono eliminati. Vengono premiati sia la squadra vincente sia il goista che ha ottenuto più vittorie.
Il tempo principale è di 20 minuti, più cinque byo-yomi da un minuto. La borsa per la squadra vincitrice è di 120 milioni di won.

## Albo d'oro
| Edizione | Anno | Squadra vincitrice | Punteggio | Vincitore finale | Sconfitto finale | Maggior numero di vittorie              |
| -------- | ---- | ------------------ | --------- | ---------------- | ---------------- | --------------------------------------- |
| 1        | 2007 | Ladies             | 12-10     | Park Ji-eun      | Cho Hun-hyun     | Cho Hun-hyun (6)                        |
| 2        | 2008 | Gentlemen          | 12-9      | Cho Hun-hyun     | Cho Hye-yeon     | Cha Min-soo (5)                         |
| 3        | 2009 | Gentlemen          | 12-6      | Choi Kyubyeong   | Cho Hye-yeon     | An Kwanuk (6)                           |
| 4        | 2010 | Ladies             | 12-11     | Park Ji-eun      | Cho Hun-hyun     | Park Ji-yeon e An Kwanuk (4)            |
| 5        | 2011 | Gentlemen          | 12-11     | Yoo Chang-hyuk   | Park Ji-eun      | Choi Jeong e Cho Hun-hyun (8)           |
| 6        | 2012 | Ladies             | 12-10     | Choi Jeong       | Cho Hun-hyun     | Lee Min-jin (5)                         |
| 7        | 2013 | Gentlemen          | 12-10     | Cho Hun-hyun     | Park Ji-eun      | Cho Hun-hyun (6)                        |
| 8        | 2014 | Ladies             | 12-6      | Kim Hyeoimin     | Yoo Chang-hyuk   | Park Taehee (4)                         |
| 9        | 2015 | Ladies             | 12-6      | Park Ji-yeon     | Yoo Chang-hyuk   | Lee Sula (5)                            |
| 10       | 2016 | Gentlemen          | 12-6      | Lee Sang-hoon    | Choi Jeong       | Seo Bong-soo (9)                        |
| 11       | 2017 | Ladies             | 12-5      | Cho Hye-yeon     | Lee Chang-ho     | Kim Eun-sun (4)                         |
| 12       | 2018 | Ladies             | 12-8      | Kim Jae-young    | Seo Bong-soo     | Do Eun-gyo, Lee Sung-jae e O Yu-jin (3) |
| 13       | 2019 | Gentlemen          | 12-8      | Choi Myeong-hoon | Choi Jeong       | Han Jong-jin (5)                        |
| 14       | 2020 | Ladies             | 12-8      | Lee Min-jin      | Lee Chang-ho     | An Cho-yeong (5)                        |
| 15       | 2021 | Ladies             | 12-10     | Choi Jeong       | Lee Chang-ho     | Han Jong-jin e O Yu-jin (4)             |
| 16       | 2022 | Gentlemen          | 12-11     | Cho Han-seung    | Choi Jeong       | Kim Jae-young (5)                       |
| 17       | 2023 | Gentlemen          | 12-11     | Cho Han-seung    | Choi Jeong       | Lee Jung-woo (6)                        |
| 18       | 2024 | Gentlemen          | 12-11     | Cho Han-seung    | Choi Jeong       | Yang Koon e Joo Hyeong-wuk (3)          |
| 19       | 2025 | in corso           | in corso  | in corso         | in corso         | in corso                                |